# Червакова, Ольга Валерьевна
О́льга Вале́рьевна Червако́ва (укр. Ольга Валеріївна Червакова; род. 6 апреля 1975, Днепропетровск) — украинский общественный деятель и журналист. Народный депутат Украины VIII созыва от партии «Блок Петра Порошенко».

## Биография
В 1997 году окончила исторический факультет Днепропетровского государственного университета по специальности политология.

### Журналистская карьера
Во время обучения в вузе работала на днепропетровской радиостанции «Мрія», на местных телеканалах ОГТРК и 34 канал, газетах «Бизнес-время» и «Днепровская правда».
С 1997 по 1998 год работала журналистом, а с 1998 по 2000 — редактором отдела новостей ТРК «Восток-Центр».
В 2001 году была специальным корреспондентом газеты «Днепропетровская правда». C 2001 по 2002 год — редактор отдела информации ЗАО «Диорама».
В Киеве начала работать с 2001 года как редактор отдела информации ЗАО "Диорама". С 2002 по 2003 год работала  специальным корреспондентом Национальной телекомпании Украины.
С 2003 по 2013 год работала парламентским корреспондентом телеканала СТБ, который покинула  из-за несогласия с редакционной политикой новостей, направленной на освещение «чернушных» тем. Сотрудничала с российскими и западными телеканалами.
В июне 2013 года стала новостным корреспондентом телеканала «Интер», но в конце 2013 года покинула канал. Лишь в марте 2014 года возвратилась на «Интер», став шеф-редактором программы «Подробности недели».

### Общественная и политическая деятельность
В 1998 году становится членом Национальный союз журналистов Украины. В 2008—2011 году — член, председатель первичной ячейки профсоюза «Медиафронт».
С 2010 — член Общественного Гуманитарного совета при президенте Украины. С 2011 — член правления Независимого медиа-профсоюза Украины.
На парламентских выборах 2014 года вошла в партийный список «Блоку Петра Порошенка» под 49 позицией, но осталась беспартийной. Является первым заместителем председателя Комитета ВР по вопросам свободы слова и информационной политики.
Выступила автором закона, ликвидировавшего Национальную экспертную комиссию Украины по вопросам защиты общественной морали, что было частью коалиционного соглашения «Блока Петра Порошенко», «Народного фронта», «Самопомощи», «Радикальной партии» и «Батькивщины». По словам Черваковой, это наиболее одиозная государственная структура, за 10 лет существования запомнившаяся лишь скандальными решениями. При этом ведомство дублировало чужие функции, не имея собственных, и ежегодно обходилась в 6 000 000 гривен. 10 февраля Верховная Рада внесла изменения в закон «О защите общественной морали» (№ 1647), за что проголосовали 245 народных депутатов, что дало предпосылки для ликвидации. Ольга Червакова предложила членам комиссии переформироваться в общественную организацию.
1 ноября 2018 года были введены российские санкции против 322 граждан Украины, включая Ольгу Червакову.

## Награды
Премия «Телетриумф» в номинации «Лучший репортёр» (2011 год).